# Dysthaeta incerta
Dysthaeta incerta är en skalbaggsart som beskrevs av Stefan von Breuning 1939. Dysthaeta incerta ingår i släktet Dysthaeta och familjen långhorningar. Inga underarter finns listade i Catalogue of Life.